# Åtvidaberg
58°12′1.3860″N 15°59′38.522″Ø / 58.200385000°N 15.99403389°Ø
Åtvidaberg (lokalt også omtalt som Åtvid) er en by i Östergötlands län i Sverige. Den er administrationsby i Åtvidabergs kommun, og i 2010 havde den  	6.859 indbyggere .  Byen ligger ved jernbanelinjen Tjustbanan der går mellem Linköping og Västervik. 
I middelalderen blev der fundet kobber i området og der voksede en mineby op på stedet. I løbet af 1800- og begyndelsen af 1900-tallet udviklede Åtvidaberg sig videre til et moderne industrisamfund. Industriselskabet Facit, som særlig udviklede regnemaskiner, var frem til 1970'erne dominerende. Selskabet blev i 1972 opkøbt af Electrolux. 
Fodboldholdet Åtvidabergs FF kommer fra byen og havde sin storhedsperiode i 1970'erne da det blev svensk mester i 1972 og 1973, og cupvinder i 1970 og 1971. Succesen skyldes dels at Facit bidrog med penge til klubben. 

## Eksterne kilder og henvisninger
1. ↑  Tätorter, arealer, befolkning Statistiska centralbyrån.

- Wikimedia Commons har flere filer relateret til Åtvidaberg